# Pran
Pran Krishan Sikand (Delhi, 12 februari 1920 – Mumbai, 12 juli 2013), bekend onder het mononiem Pran, was een Indiaas acteur die voornamelijk in de Hindi filmindustrie actief was. Hij werd in 2001 door de Indiase regering onderscheiden met de Padma Bhushan voor zijn bijdrage aan de Indiase filmindustrie.

## Biografie
Pran startte zijn carrière met de Punjabi film Yamla Jat (1940). Zijn eerste Hindi film was Khandaan (1942). Hij speelde heldenrollen van 1940-47, een schurk van 1942-1991, en speelde ondersteunende en karakterrollen van 1967-2007. De jaren 1950 en 1960 waren de piekperiodes van Pran als schruk, hij was de eerste echte personificatie van 'het kwaad' in Indiase films. De indruk die hij maakte als antagonist waren dusdanig groot dat het de Indiase mensen ervan weerhield hun kinderen Pran te noemen. Hij is een van de meest succesvolle en gerespecteerde veteraanacteurs in de geschiedenis van de Indiase filmindustrie. Hij was ook een van de best betaalde acteurs in de periode van 1969 tot 1982.
Pran verscheen in meer dan 350 films. Hij speelde de hoofdrol in films als Pilpili Saheb (1954) en Halaku (1956). Hij staat bekend om zijn rollen in Madhumati (1958), Jis Desh Mein Ganga Behti Hai (1960), Upkar (1967), Shaheed (1965), Purab Aur Paschim (1970), Ram Aur Shyam (1967), Aansoo Ban Gaye Phool (1969), Johny Mera Naam (1970), Victoria No. 203 (1972), Be-Imaan (1972), Zanjeer (1973), Don (1978), Amar Akbar Anthony (1977) en Duniya (1984).
In 1998, op 78-jarige leeftijd, kreeg Pran een hartaanval, waarna hij filmaanbiedingen begon af te wijzen vanwege leeftijdsgerelateerde problemen. Na 2000 was hij te zien in enkele gastoptredens, zijn laatste film was Dosh (2007). Op 12 juli 2013 kwam Pran te overlijden na herhaaldelijke ziekenhuis opnames en aan de gevolgen van een longontsteking.